# ヤマウコギ
ヤマウウコギ（山五加木、山五加、学名: Eleutherococcus spinosus または Eleutherococcus spinosus var. spinosus）は、ウコギ科ウコギ属の落葉低木。和名の由来は、山地のウコギの意味である。別名、ウコギ、オニウコギともよばれる。山野に生え、若葉は山菜、根は薬用に使われる。

## 特徴
落葉広葉樹の低木で、樹高は2 - 4メートル (m) ほどになる。樹皮は縦筋があり、黒灰色で突出した皮目が多くて全体がゴツゴツした感じで、枝には下向きの太い刺がまばらに生えている。一年枝は細く、褐色から灰褐色をしている。葉は互生し、棘のつけ根の短枝で束生する。掌状複葉で小葉が5枚あり、倒卵状長楕円形で頂小葉が最も大きく長さ3 - 7センチメートル (cm) ある。葉縁には浅い鋸歯がある。葉柄は長さ3 - 8 cmある。
花期は初夏（5 - 6月ごろ）。雌雄異株。短枝の葉の間から短い花柄を出して、黄緑色の小さな球状の花序を付ける。花序には直径4ミリメートル (mm) ほどの5弁花が多数つき、雄花には雄蕊5個、雌花には花柱が2個ある。果実は直径5 - 6 mmの球形で、秋（9 - 10月ごろ）に黒色に熟す。
冬芽は円錐形で、棘の上と短枝の先に生え、淡褐色をした芽鱗3 - 4枚に包まれている。短枝が良く発達し、短枝の先に花芽がついている。頂芽は測芽よりもやや大きい。冬芽のわきにある葉痕はU字型で、維管束痕は7個つく。

## 分布と生育環境
日本の北海道と本州に分布するという説と、岩手県以南の本州と四国に広く分布するという説がある。
山野にふつうに自生する。

## 利用
春の新芽と若葉は山菜になり、摘んでお浸しや炊き込みご飯（ウコギ飯）にする。根皮は薬用になる。落葉期に根を掘り上げて、水洗いして根皮を剥ぎ、天日干しにしたものは五加皮（ごかひ）とよばれる生薬になる。鎮痛、強壮、強精の効用があるといわれ、ホワイトリカーに漬けて五加酒とする。固くなった葉は、天日乾燥させたものを茶料にする。